# 鬼岩温泉
鬼岩温泉（おにいわおんせん）は、岐阜県瑞浪市と可児郡御嵩町の境（旧美濃国）にある温泉。

## 泉質
- 単純放射能泉（硫黄化水素泉、ウラン鉱泉）
  - 泉温：17.3～36.6°C

## 温泉街
国の名勝として知られる鬼岩公園内、可児川沿いに温泉地が広がる。
旅館3軒とレストラン2軒が存在する。日帰り温泉施設はないため、旅館の日帰り受付を利用することになる。
温泉街の至る所に廃業した旅館跡が残っている。

## 歴史
開湯時期は不明。しかし、平安時代には、女流歌人の和泉式部が当地に湯治で訪れていることから、900年以上の歴史を誇るとされる。

## アクセス
- JR中央本線・土岐市駅から車で約15分。
- 中央自動車道 土岐インターチェンジより車で約10分。